# Tullio Ghersetich
Tullio Ghersetich (Pisino, 28 aprile 1930 – Firenze, 29 settembre 2020) è stato un calciatore italiano, di ruolo attaccante.

## Carriera

### I primi anni
Nativo di Pisino nell'Istria, al tempo territorio italiano (oggi Croazia), viene ingaggiato dalla Carrarese, all'epoca militante in Serie C, nel 1950: con i toscani si mise in mostra come attaccante prolifico (segnalandosi in particolare per una tripletta contro l'Empoli). Nella stagione successiva fu ingaggiato proprio dagli empolesi, ancora in Serie C, dei quali fu capocannoniere con 18 reti siglate: grazie alle sue marcature, la formazione azzurra terminò il girone seconda alle spalle del Cagliari, promosso in Serie B.

### I passaggi alla Fiorentina, al Monza e alla Salernitana
L'ottima stagione di Ghersetich ad Empoli gli valse la chiamata della Fiorentina, militante in Serie A: esordì con i viola il 5 ottobre 1952 nella gara Udinese-Fiorentina 0-1. In totale, con la formazione fiorentina segnò cinque reti in 13 incontri di campionato: in particolare, la rete segnata in Como-Fiorentina 2-1 del 18 gennaio 1953, dopo solo 10 secondi dall'inizio della gara, è la rete più rapida siglata da un calciatore della Fiorentina in campionato.
Al termine del campionato venne ceduto al Monza: dopo una sola stagione passò invece alla Salernitana in Serie B, dove siglò nove reti in 19 gare.

### Le stagioni a Cagliari e il ritorno a Salerno
Nell'estate del 1955 la Fiorentina lo cedette a titolo definitivo al Cagliari, in Serie B, del quale diventerà capocannoniere con sedici reti siglate in 27 gare formando la coppia d'attacco con Carlo Regalia. La stagione successiva fu invece povera di soddisfazioni per l'istriano, dato che a fronte di 29 gare giocate da titolare segnò solo cinque marcature e tutte nella parte finale del campionato, sintomo di una condizione atletica ottimale raggiunta in ritardo.
Al termine della stagione tornò in prestito alla Salernitana, ancora una volta in Serie C: disputò 12 gare e mise a segno due reti.